# Torremejía
Torremejía är en kommun i Spanien.   Den ligger i provinsen Provincia de Badajoz och regionen Extremadura, i den sydvästra delen av landet, 290 km sydväst om huvudstaden Madrid. Antalet invånare är 2 254. Arean är 23,0 kvadratkilometer. Torremejía gränsar till Almendralejo.
Terrängen i Torremejía är platt.